# غابرييل ميليتو
غابرييل اليخاندرو ميليتو (بالإسبانية: Gabriel Milito) هو لاعب كرة قدم أرجنتيني، من أصل إيطالي معتزل، أمضى أغلبية مسيرته الكروية في إسبانيا ، متنقلا بين أنديتي ريال سرقسطة وبرشلونة ، قرر غابرييل ميليتو الذي كان يلعب في مركز قلب الدفاع اعتزال لعب كرة القدم في 12 يونيو 2012 و هو بعمر 31 سنة بسبب كثرة الإصابات .

## روابط خارجية
- غابرييل ميليتو على موقع الاتحاد الدولي (مؤرشف)  (الإنجليزية)
- غابرييل ميليتو على موقع قاعدة بيانات كرة القدم.إي يو (الإنجليزية)
- غابرييل ميليتو على موقع ليكيب (الفرنسية)
- غابرييل ميليتو على موقع ناشيونال فوتبول تيمز (الإنجليزية)
- غابرييل ميليتو على موقع Soccerway.com (الإنجليزية)
- غابرييل ميليتو على موقع عالم كرة القدم.نت (الإنجليزية)
- غابرييل ميليتو على موقع كووورة